# Globuli

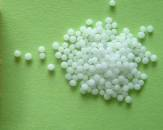
Globuli

Globuli là một từ số nhiều trong tiếng Đức, bắt nguồn từ tiếng Latinh có nghĩa là một viên nhỏ, số ít là: Globulus, theo dạng của thuốc men, mà được dùng trong y học thay thế, thí dụ như trong vi lượng đồng căn, trong Bach flower remedies, trong muối Schüßler. Ngoài ra, globuli cũng được sử dụng cho thực phẩm, thực phẩm bổ sung (Dietary supplement), mỹ phẩm, thức ăn cho súc vật và các sản phẩm kỹ thuật.

## Thành phần và cấu trúc
Chất chứa dược chất và do đó là chất duy nhất trong globuli vi lượng đồng căn thường là đường ăn, cũng như xylitol. Globuli có ở các kích cỡ khác nhau, đường có màu trắng đến vàng nhạt.

## Hiệu quả y khoa
Đối với phương pháp điều trị vi lượng đồng căn ở hầu hết các mức độ pha loãng, không có bằng chứng khoa học về hiệu quả. Vì chúng không có chất hoạt tính nên chúng chỉ được xem là giả dược có thể gây ra hiệu ứng giả dược.

## Nghĩa khác
Đôi khi các loại thuốc này cũng được gọi là Glaubuli, để chỉ ra rằng người ta phải tin vào hiệu quả của chúng.